# Татарин Трифон Дементійович
Трифон Татарин (псевдонім Т. Краснопільський; 1 лютого 1886, с. Краснопілка Гайсинського повіту Подільської губернії, тепер Вінницької області — ?) — український громадський діяч, публіцист. Жертва російського окупаційного режиму.

## Життєпис
Народився у селянській родині. Спромігся отримати нижчу освіту, але багато надолужив самоосвітою. Опинившись на початку століття в індустріальному Катеринославі (тепер — м. Дніпро), став працювати тут у Нижньодніпровських вагонних майстернях. Оселився у передмісті Мануйлівка (тепер — у складі Дніпра). 

### Публіцистична діяльність
З появою полтавського часопису «Рідний край», що став виходити у грудні 1905, став активним його дописувачем. Тільки 1906 тут вміщено кілька його матеріалів—дописів, листів, подорожніх нотаток. Так, у травні 1906 йому випало їхати з правобічної України на лівобічну, і враження з цієї подорожі він описав у матеріалі «З подорожі» (1906 — № 25). Пекуче земельне питання порушував у дописі, вміщеному в № 28. Писав і про молодих заробітчан, які їхали на Катеринославщину здебільшого з Полтавщини (№ 15). «Рідний край» надрукував також його «Лист селянина до вчителів» (№ 35), а в № 40—його допис «Українські часописи на селі» — про не менш болюче питання української преси, що тільки-но ставала на ноги на сході України.

### Літературна діяльність
20-річний автор пробував свої сили і як літератор. У художньому творі «Неділішнім ранком» («Рідний край».— 1906.— № 41) він розповів про сироту Трохима і про те, що немає правди в світі. У поезії в прозі «На чужині» («Рідний край».— 1907.— № 9) висловив віру в краще майбутнє, яке чекає вільну Україну та її народ. У «Московці», яку автор визначив як «згадку з року 1904» («Рідний край».— 1907.— № 14), Татарин зобразив українського селянина Карпа, якого забирають на російсько-японську війну 1904—1905. Він залишив у селі дружину з дітьми. Московками в Україні, як відомо, називали солдаток. З війни Карпо повертається «на дерев’янці»... У своїй замальовці Татарин подав і зразки фольклору — тужіння московки за чоловіком.
У 1906 у Січеславі оформилася «Просвіта», і молодий Татарин відвідував її зібрання та дописував про це до українських часописів (підписувався здебільшого псевдонімом Т. Краснопільський — за назвою рідного села Краснопілка на Поділлі). О. Дей у «Словнику українських псевдонімів» (1969), посилаючись на редакційний примірник «Ради» за 1909 рік, подає, що Т. Краснопільський — це псевдонім Татаринова. У нас же немає сумніву, що Татарин і Татаринов — це одна особа.
За дописами Т. Краснопільського в тогочасних українських періодичних виданнях — «Рідному краї», «Раді» (Київ), «Дніпрових хвилях» (Катеринослав) — можна простежити історію становлення «Просвіти» в Січеславі та її філій — на Амурі, в Мануйлівці, що складалися переважно з селян і робітників, часто малописьменних, але не позбавлених почуття національної самосвідомості. Філія «Просвіти» у Мануйлівці Новомосковського повіту, де тоді жив Татарин, була заснована у травні 1908.
Відомий український історик Д. Дорошенко, який восени 1909 приїхав на викладацьку роботу до Січеслава, брав активну участь у роботі «Просвіти» і був особисто знайомий з багатьма її активістами. Ось що він згадував: 

«Цікавий був Татарин: молодий ще хлопець, інтелігентний, завжди мовчазний, мав хист до писання і до фанатизму був відданий українській справі. Здається, був він з якогось дальшого села і працював в канцелярії майстерень. Мав якийсь особливий талан агітувати й приєднувати людей до національної роботи. Як це він робив — Бог його знає, був, кажу, дуже неговіркий, мовчазний, суворий на вигляд».

### Членство в УСДРП, арешт і заслання до Сибіру
1914 Татарин став членом партії українських соціал-демократів.
З початком Першої світової війни всю українську пресу в Російській імперії закрито, і Татарин втратив можливість друкуватися. Однак він продовжував збирати матеріал про чумаків і укладати рукописну працю «Згадка про чумаків», яку не встиг опублікувати. 27 листопада 1915, після конференції УСДРП у Катеринославі, поліція здійснила обшуки в місті, особливо в помешканнях робітників-українців. Фактично вся організація УСДРП у Катеринославі була схоплена поліцією. Серед заарештованих був і Татарин. Його вислано на Сибір «за тенденциозное направление мыслей, до снятия воєнного положения в Одесском военном округе». Під час обшуку в Татарина забрано всю його українську бібліотеку (до речі, всі дозволені видання), колекції українських періодичних видань, листування з редакціями українських газет тощо.
Адміністративне заслання відбував у с. Жигалово Верхоленського повіту Іркутської губернії. Як відомо, Верхоленське заслання було в царській Росії місцем кримінального і політичного заслання найнебезпечніших для режиму діячів — декабристів, учасників польських повстань, народників, соціалістів. Про нестерпні умови заслання свідчать два листи Татарина до академіка Д. Яворницького (обидва — з 1916), які збереглися у фондах Дніпропетровського історичного музею ім. Д. Яворницького. 

«Ще тепер літом сяк-так перебиваюся: хоч дров нарубаю за харчі..., а зимою, мабуть, прийдеться загинути отут на чужині, як уже багато загинуло українців, починаючи з гетьманів і козацької старшини, починаючи з часів «Руїни»...» 

— (лист від 22 травня 1916).
Однак і за несприятливих умов він не відклав пера. У квітні 1916 Татарин написав «Думу про неволю Сибірську», яку присвятив «батькові запорозькому Д. І. Яворницькому», і у вересні того ж року надіслав до Січеслава. Він звернувся до свого адресата: 

«Посилаю Вам оцей «невільницький плач», може, там, на Україні, кобзар Кожушко проспіває, бо в нього голосна кобза і добрий голос має, то, може, й про нас, вигнанців, хтось на Вкраїні згадає...»

### Повернення в Україну
Після Лютневої революції Татарин повернувся в Україну. Але на засланні він захворів цингою, тому в революції участі не брав, відійшов від політичної діяльності та переїхав у рідне село Краснопілка, де разом з родиною займався сільським господарством.
На початку 1926 Татарин повернувся із села у Дніпро. Влаштувався рахівником на вагоноремонтному заводі. У 1927 він якийсь час перебував під слідством ДПУ Згодом його випустили, але за «контрреволюційну діяльність» ще раз заарештували у 1931.

### Арешт 1938 і заслання, смерть
Фатальним для нього виявився арешт 1938. У той час він обіймав посаду рахівника і сторожа у дитячому садку. 29 квітня 1938 здійснено обшук і арешт.
Тривалий час Татарин не визнавав висунутих проти нього звинувачень, але під тиском слідства змушено визнав, начебто був залучений до підпільної організації 1930 Борисом Бачинським, братом Сергія Бачинського, який редагував за кордоном «українську націоналістичну газету».
Долю Татарина визначили вирок 118-го військового трибуналу Харківського військового округу від 16 жовтня 1938 й ухвала військової колегії Верховного суду СРСР від 23 березня 1939. Його засудили до позбавлення волі на десять років з пораженням у правах на п'ять років і конфіскацією майна.

### Посмертна реабілітація
Дата смерті його невідома. Людина з підірваним на царському засланні здоров’ям навряд чи змогла б пройти пекло сталінських таборів.
Справа Татарина переглянута військовою колегією Верховного суду СРСР 3 березня 1959. Вирок щодо нього скасували і справу припинили. Так реабілітували ще одну безневинну жертву сталінського свавілля.